# Eusparassus letourneuxi
Eusparassus letourneuxi är en spindelart som först beskrevs av Simon 1874.  Eusparassus letourneuxi ingår i släktet Eusparassus och familjen jättekrabbspindlar. Inga underarter finns listade i Catalogue of Life.